# Els Hostalets d'en Bas
Els Hostalets d'en Bas är en ort i Spanien.   Den ligger i provinsen Província de Girona och regionen Katalonien, i den östra delen av landet, 500 km öster om huvudstaden Madrid. Els Hostalets d'en Bas ligger 493 meter över havet och antalet invånare är 176.
Terrängen runt Els Hostalets d'en Bas är varierad. Els Hostalets d'en Bas ligger nere i en dal.Runt Els Hostalets d'en Bas är det glesbefolkat, med 15 invånare per kvadratkilometer. Närmaste större samhälle är Olot, 9,4 km norr om Els Hostalets d'en Bas. I omgivningarna runt Els Hostalets d'en Bas växer i huvudsak blandskog.